# Gaubschat Fahrzeugwerke
Die Gaubschat Fahrzeugwerke GmbH war ein 1904 von Fritz Gaubschat gegründetes Unternehmen zur Produktion von Fahrzeug-Karosserien, vor allem war es für Omnibuszüge bekannt. Der Sitz war auf dem Grundstück Karl-Marx-Straße 269–273 in Rixdorf (ab 1912: Neukölln), das ab 1920 zu Groß-Berlin gehörte.

## Geschichte

### 1904–1945
Nach der Gründung produzierte Gaubschat vornehmlich Pferdewagen und ab 1922 Omnibusaufbauten auf Fahrgestellen verschiedener Hersteller, unter anderem der Daimler-Motoren-Gesellschaft. 1937 präsentierte das Unternehmen den ersten Omnibuszug. Dieses Fahrzeug bestand aus einem Omnibus und einem zwangsgelenkten Anhänger, der stets der Spur der Hinterachse des Busses folgte. Die Lizenz für den Bau dieses Fahrzeugs erwarb die Gaubschat Fahrzeugwerke GmbH von einem italienischen Hersteller. Der Omnibuszug erhielt schnell den Namen D-Zug der Landstraße und wurde zum wichtigsten Produkt von Gaubschat. Gaubschat belieferte unter anderem die Deutsche Reichsbahn mit diesen Omnibuszügen. Das größte Modell war 22 m lang.
Zweiter Weltkrieg
Während des Zweiten Weltkriegs erhielt die Gaubschat Fahrzeugwerke GmbH vermehrt Rüstungsaufträge. Unter anderem stellte sie Aufbauten für Gaswagen mit dicht schließender Flügeltür am Heck her, die anschließend in einer Werkstatt des Reichssicherheitshauptamtes für ihren Zweck umgerüstet wurden. In diesen verharmlosend „Sonder-Fahrzeuge“ genannten Wagen ermordeten Einheiten der SS eine unbekannte Anzahl Menschen, in drei Fahrzeugen ab Dezember 1941 allein 97.000 Juden.
Gaubschat produzierte nicht nur auf dem eigentlichen Werksgelände (damals: Willi-Walter-Straße 32–38), vielmehr hatte das Unternehmen Betriebsstätten auf dem ganzen Gebiet des Britzer Hafens, an der Lahnstraße, und hatte auch ein Holzwerk an der Brandenburgstraße (heute: Lobeckstraße) im Verwaltungsbezirk Kreuzberg. Das Unternehmen setzte Kriegsgefangene ein, das Kriegsgefangenenlager befand sich westlich der „Blauen Brücke“ am Teltowkanal. Außerdem beschäftigte Gaubschat ausländische Zwangsarbeiterinnen und Zwangsarbeiter und betrieb in Neukölln mindestens zwölf Zwangsarbeiterlager. Im Sommer 1942 waren Dutzende sowjetischer Zwangsarbeiter schwerkrank und arbeitsunfähig, sodass sie in das „Rückkehrersammellager“ Blankenfelde-Nord kamen, wo das Arbeitsamt nicht mehr einsetzbare „Ostarbeiter“ für den Abtransport in den Osten sammelte.
In der Firma Gaubschat bestand ein Kreis der Uhrig-Römer-Widerstandsgruppe, der auch Verbindungen zu ausländischen Zwangsarbeitern unterhielt. Die Gruppe war in verschiedenen Betrieben aktiv, bei denen sie Informationen über die Kriegsproduktion sammelte und zu Sabotageakten in den Produktionsstätten aufrief. Der Leiter dieser Betriebszelle, Erich Lodemann, wurde im Februar 1942 verhaftet und 1944 hingerichtet.

### 1946–1975
Nach dem Krieg wurden bei Gaubschat unter anderem Straßenbahnwagen repariert. Ab 1950 wurden in Neukölln wieder Omnibuszüge hergestellt. 1952/1953 bestellte die Deutsche Bundesbahn 100 Omnibuszüge. Bereits zu diesem Zeitpunkt war allerdings absehbar, dass das Geschäft mit den Omnibuszügen keine Zukunft haben würde. Deshalb stellte Gaubschat 1953 auf der IAA einen 17 m langen Gelenkbus vor. In den folgenden Jahren erweiterte die Gaubschat Fahrzeugwerke GmbH ihr Sortiment um zweiachsige Eindeck-Linienbusse und Doppeldeckerbusse. In den 1950er Jahren führte die enge Partnerschaft mit den Berliner Verkehrsbetrieben (BVG) zu einer zunehmenden Abhängigkeit von deren Aufträgen. In den folgenden Jahren bekam Gaubschat immer weniger Aufträge, sodass 1975 nur noch 95 von ehemals 1000 Angestellten bei Gaubschat arbeiteten. 1975 starb Helmut Gaubschat, der Sohn des Unternehmensgründers. Infolgedessen und wegen der schlechten finanziellen Lage musste das Unternehmen 1975 Konkurs anmelden.

### 2019
Markeninhaber für die Traditionsmarke ist seit März 2019 das Verkehrsunternehmen Wartburgmobil.

Fahrzeuge (Auswahl)
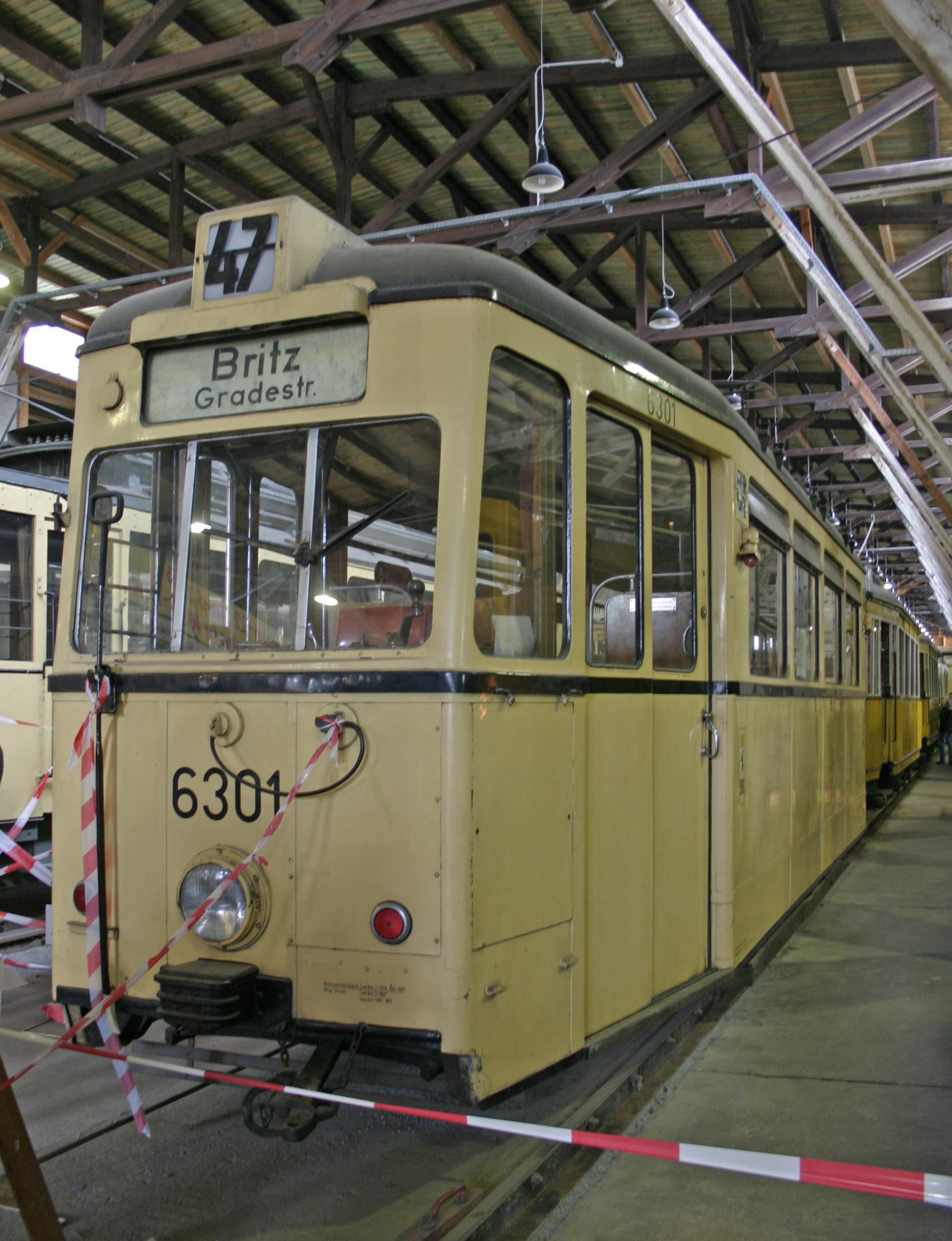
Straßenbahn-Triebwagen 6301 (Typ TF 50) für die BVG (West) mit Gaubschat-Aufbauten auf einem Fahrgestell von 1920, Baujahr 1950
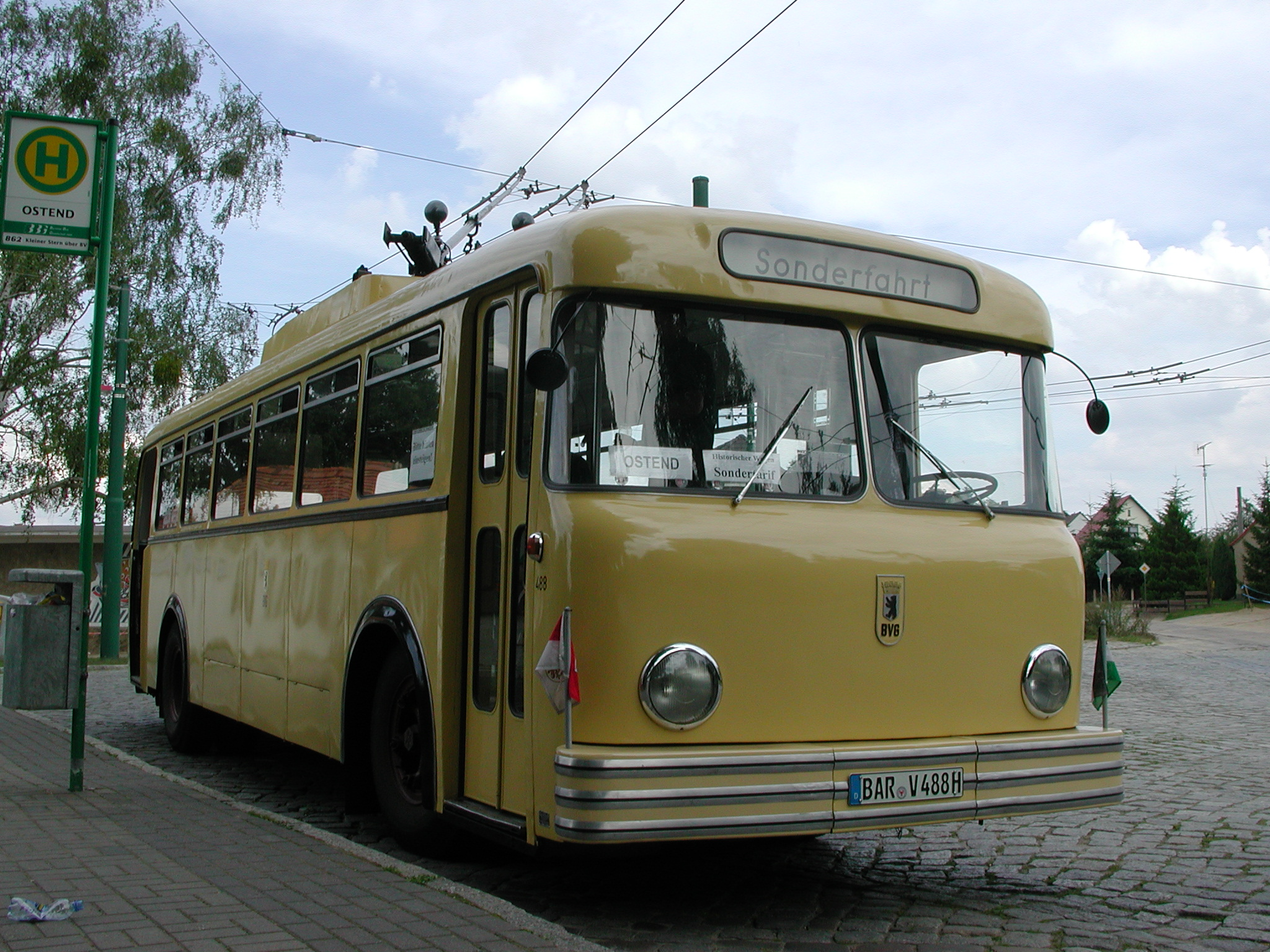
O-Bus-Triebwagen 488 für die BVG (West), Baujahr 1956
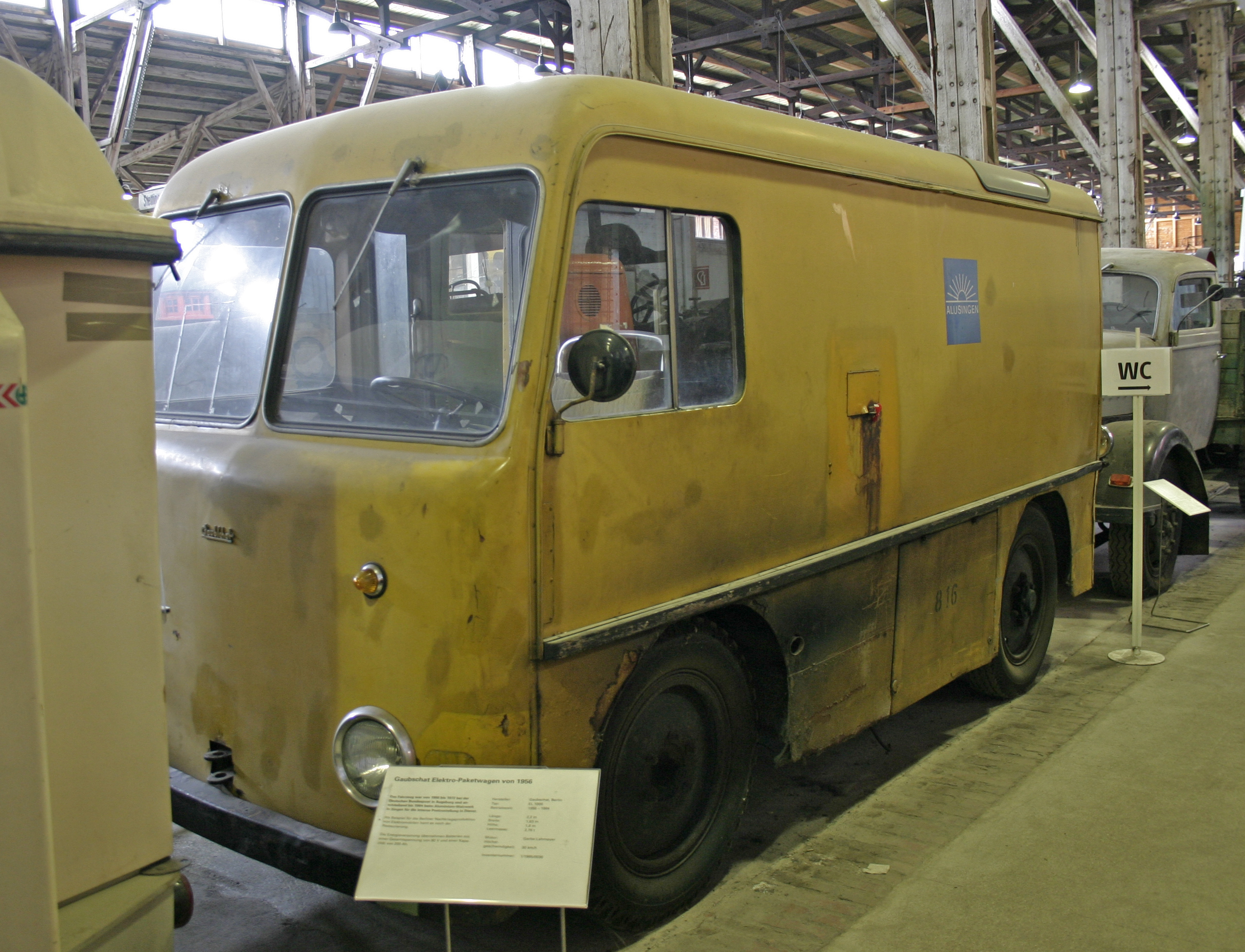
Elektro-Paketwagen, Baujahr 1956